# Distelbach (Ruhr)
Der Distelbach ist ein etwa ein Kilometer langer, südwestlicher und linker Zufluss der Ruhr in Essen. 

## Geographie

### Verlauf
Der Distelbach entspringt zwischen den Essener Stadtteilen Fischlaken und Kupferdreh in dem Landschaftsschutzgebiet-Fischlaker Mark auf einer Höhe von 107,5 m ü. NHN in einem Feld an der Hammer Straße nahe der Margrefstraße. 
Der Bach fließt zunächst knapp zweihundert Meter durch Ackerland in Richtung Ost-Nordosten, läuft dann durch einen Laubwald und mündet schließlich westlich der Bauerschaft Dilldorf auf einer Höhe von 53,4 m ü. NHN von links in die dort zum Baldeneysee gestaute Ruhr.  
Sein etwa 1,0 km langer Lauf endet ungefähr 54 Höhenmeter unterhalb der Quelle, er hat somit ein mittleres Sohlgefälle von circa 54 ‰.

### Einzugsgebiet
Das Einzugsgebiet des Distelbachs liegt im Ruhrtal und im wird durch ihn über die Ruhr und den Rhein zur Nordsee entwässert.
Es grenzt
- im Osten und Südosten an das Einzugsgebiet des Moosbachs, der in die Ruhr mündet,
- im Westen an das des Hesperbach, der ebenfalls ein Ruhrzufluss ist und
- ansonsten an das der Ruhr direkt.